# Метохия (Болгария)
Метохия (болг. Метохия) — село в Болгарии. Находится в Кюстендилской области, входит в общину Трекляно. Население составляет 29 человек.

## Политическая ситуация
Метохия подчиняется непосредственно общине и не имеет своего кмета.
Кмет (мэр) общины Трекляно — Камен Стойнев Арсов (БСП) по результатам выборов в правление общины.